# Austrocynips mirabilis
Austrocynips mirabilis (лат.) — вид перепончатокрылых из надсемейства Cynipoidea, единственный в семействе Austrocynipidae. Распространены в Австралии. Семейство родственно Cynipidae, но в отличие от последних, поражающих растения, Austrocynips mirabilis являются паразитоидами насекомых. Охотятся на гусениц бабочек, которые отдыхают на стволах араукарии (Araucaria).